# Edith-Stein-Preis
Der Edith-Stein-Preis ist eine in Deutschland vergebene Auszeichnung. Sie ist nach der deutschen Philosophin, Frauenrechtlerin und katholischen Ordensschwester jüdischer Herkunft Edith Stein benannt, die 1942 während der Zeit des Nationalsozialismus im KZ Auschwitz-Birkenau ermordet wurde.
Der Preis wird seit 1995 alle zwei Jahre vom Göttinger „Edith-Stein-Kreis“ an Persönlichkeiten, Gruppierungen oder Institutionen verliehen, die sich grenzüberschreitend sozial, politisch oder gesellschaftlich engagieren und sich dabei in hervorragender Weise im Sinne Edith Steins ausgezeichnet und bewährt haben. Er besteht aus einer von Egino Weinert gestalteten Medaille und ist mit 5000 € dotiert. Neben dem Edith-Stein-Kreis gehören dem verantwortlichen Kuratorium beide Amtskirchen, die Arbeitsgemeinschaft Christlicher Kirchen in Deutschland, die Georg-August-Universität, die Stadt Göttingen, die Katholische Hochschulgemeinde, die Katholische Erwachsenenbildung sowie die Gesellschaft für Christlich-Jüdische Zusammenarbeit an.

## Preisträger
- 1995: Eduard Lohse
- 1997: Joop Bergsma
- 1999: Leonore Siegele-Wenschkewitz
- 2001: Maximilian-Kolbe-Werk
- 2003: Bruno-Hussar-Stiftung
- 2005: Josef Homeyer
- 2007: Schwesternkommunität der Christusbruderschaft Selbitz
- 2009: Karoline Mayer
- 2011: Henry G. Brandt
- 2013: Rita Süssmuth
- 2015: Migrationszentrum für Stadt und Landkreis Göttingen und Bischof Norbert Trelle[1]
- 2017: Studium in Israel und Theologisches Studienjahr Jerusalem an der Dormitio-Abtei
- 2019: Thomas Buergenthal
- 2021 (ausgefallen)
- 2023: Schwester Philippa Rath[2]

## Edith-Stein-Preis der polnischen Edith-Stein-Gesellschaft
Einen ebenfalls „Edith-Stein-Preis“ genannten Preis verleihen die polnische Edith-Stein-Gesellschaft und das Edith-Stein-Haus (Dom Edyty Stein) ihrer Geburtsstadt Breslau.